# Singapores herrlandslag i cricket
Singapores herrlandslag i cricket representerar Singapore i internationell cricket. Singapore har varit en associerad medlem av International Cricket Council (ICC) sedan 1974, och var en av grundarna av Asiatiska cricketrådet som bildades 1983.
Singapore Cricket Club grundades 1837 under kolonialtiden. Singapore spelade regelbundna matcher mot andra brittiska kolonier i Asien, med första matchen under sent 1800-tal, och deltog även i interportmatcherna. Singapore bidrog senare med spelare till det kombinerade lag som representerade Straits Settlements och Malaya. Efter att ha fått ICC-medlemskap spelade Singapore i sex av de första sju upplagorna av ICC Trophy, med första upplagan år 1979. Efter självständigheten är dess största rivalitet med grannlandet Malaysia, och de möts i den årliga Stan Nagaiah Trophy. Singapore nådde så högt som division tre i World Cricket League. Laget gjorde sin Twenty20 International-debut 2019 och deltog samma år i ICC Men's T20 World Cup Qualifier för första gången.

## Historia

### Början av cricket i Singapore
Det första omnämnandena av cricket i Singapore var 1837 när den så kallade "Mr Z" klagade i ett brev till Singapore Free Press över att cricket spelades nära en kyrka på en söndag, i strid med den kristna vilodagen. Detta resulterade i att cricket förbjöds på söndagar, ett förbud som varade fram till 1930-talet.
Cricket var en viktig fritidsaktivitet, med matcher som ofta spelades mot officerare på besökande fartyg. Singapore Cricket Club bildades 1852 och spelade sin första match samma år. Kvaliteten på cricket under dessa tidiga år var ganska dålig, och det dröjde till 1865 innan ett lag fick mer än 100 runs i en match. Louis Glass blev den första personen i Singapore att spela in en 100-poängare två år senare.
Singapore Cricket Club började så småningom spela mot lag från andra delar av brittiska Malaya som bland annat Penang, Perak och Kuala Lumpur, och detta ledde så småningom till en inbjudan från Hongkong att spela, vilket såg början på den länge-löpande serien av "Interport-matcherna".

### Straits Settlements cricketlag
1890 års inbjudan från Hongkong ledde till bildandet av Straits Settlements cricketlag, och de spelade mot Hong Kong i två tvådagarsmatcher, som Straits förlorade. Serien var början på "Interport-matcherna", som spelades till 1987. Hong Kong och Ceylon kom till Singapore året därpå, och Straits Settlements vann båda matcherna, och spelade även oavgjort mot ett kombinerat Ceylon/Hongkong-lag.
Straits Settlements-laget slog Ceylon i Colombo 1893, och spelade en match i Jakarta 1895. Matcher mot de federerade malaysiska staterna började 1896 och mot Shanghai 1897.
De spelade mot Burma 1906, och deras engagemang i Interport-matcherna upphörde 1909, då de ersattes av ett All Malaya-lag. 

### Singapore-laget

#### Första matcherna
Singapore-laget spelade två gånger under Straits Settlements tiden och spelade två gånger mot WAS Oldfields XI 1927, med förluster i båda matcherna med en innings. Därefter spelade de oavgjort mot Ceylon på hemmaplan 1957. Många olika lag besökte Singapore på 1960-talet, inklusive Worcestershire.
Interport-matcherna återupptogs 1968 med en oavgjord match mot Hongkong. Dessa matcher spelades emellanåt fram till 1987. 1970 spelades Saudara Cup-matchen mot Malaysia för första gången, denna match spelas årligen än idag. Även det året spelade Singapore mot ett MCC-lag lett av Tony Lewis, som innehöll bland annat Geoff Boycott. Matchen vanns av MCC.

#### ICC-medlemskap
Singapore blev en associerad medlem av ICC 1974 och tre år senare vann de Saudara-cupen för första gången. 1978 spelade Singapore mot Indien på hemmaplan, matchen slutade oavgjort. Singapore deltog i den första ICC Trophy i England 1979, då de hamnade på en fjärdeplats i första omgången efter att endast ha vunnit mot Argentina. Singapore hamnade på fjärdeplats av åtta lag i första omgången i turneringen 1982 och drog sig ur turneringen 1986 när flera av dess spelare inte kunde få ledigt från jobbet.
Singapore spelade i den sydostasiatiska turneringen för första gången 1984, och deltog i evenemanget igen 1988 och 1992 (när de var värdar). Den sista Interport-matchen ägde rum i Singapore 1987, då Hongkong slog hemmalaget. De deltog igen i ICC Trophy 1990 i Nederländerna där de slog Malaysia och Israel under, där de trots vinsterna återigen inte lyckades ta sig förbi första omgången.
Singapore började spela i Tuanku Ja'afar-cupen 1991, en årlig turnering mot Malaysia, Hong Kong och Thailand. De vann endast tävlingen en gång, 1994, ett år då de slutade 19:e av 20 lag i ICC Trophy. Stan Nagaiah Trophy, en årlig tre-matchserie i endagsformatet mot Malaysia, började året därpå. Singapore spelade i den första ACC Trophy 1996 och slog Maldiverna och Thailand men misslyckades med att ta sig förbi den första omgången. De slutade på 14:e plats i ICC Trophy 1997 och kunde bara slå Papua Nya Guinea i samma tävling 1998, där de ännu en gång misslyckades med att ta sig ur första omgången.

### 2000-talet

#### 2000–2017
I de två första stora turneringarna på 2000-talet fick Singapore en dålig start, då de förlorade alla sina förstaomgångsmatcher i både ACC Trophy i Förenade arabemiraten samt ICC Trophy 2001 i Ontario i Kanada. De var värdar för ACC Trophy 2002, då de slog Maldiverna och Thailand (med 325 runs), men lyckades återigen inte gå vidare efter den första omgången, en prestation de upprepade 2004. Den slutade på en fjärdeplats i ACC Fast Track Countries Tournament 2004 och 2005.
2006 slutade de trea i ACC Premier League och tog sig slutligen förbi den första omgången i ACC Trophy, då de hamnade på en femteplats för att kvalificera sig till division fem av World Cricket League 2008. De tog sig inte längre än till den första omgången av 2007 års ACC Twenty20 Cup och slog bara Hongkong och Saudiarabien, men kaptenen Chaminda Ruwan fick turneringens högsta poäng. I World Cricket League Division Five-turneringen i Jersey slutade Singapore på en femteplats.
I augusti 2009 var Singapore värd för samt vann division sex av World Cricket League, då de tog sig genom turneringen obesegrade och därefter blev uppflyttade tillbaka till division fem. I november 2009 reste Singapore till Förenade arabemiraten för 2009 års ACC Twenty20 Cup. Under turneringen slutade Singapore trea i grupp A och lyckades därför inte ta sig vidare till semifinalen och få en chans att kvalificera sig till Asiatiska spelen 2010. I slutspelet för femteplatsen förlorade Singapore mot Nepal med 9 wickets för att slutligen avsluta turneringen på en sjätteplats.
I 2010 års ICC World Cricket League Division Five hamnade de på en fjärdeplats och fick därmed stanna kvar i division fem. Som värd för 2012 års turnering slutade de som vinnare, och flyttades då upp till division fyra. 
I augusti 2017 vann Singapore två medaljer i cricket vid de sydostasiatiska spelen 2017. De vann guldmedaljen i 20-overs-turneringen och silvermedaljen i 50-overs-turneringen. I april 2018 gav International Cricket Council (ICC) helstatus till alla herrmatcher i Twenty20 mellan medlemsländer från och med 1 januari 2019.

### 2018–nutid
I april 2018 beslutade ICC att ge hel Twenty20 International (T20I)-status till alla sina medlemmar. Därmed är alla Twenty20-matcher som spelas mellan Singapore och andra ICC-medlemmar efter 1 januari 2019 fullständig T20I.
Singapore spelade sin första T20I mot Qatar den 22 juli 2019. Den 28 juli 2019, efter deras seger mot Nepal i den regionala finalen av 2018–19 ICC T20 World Cup Asia Qualifier, kvalificerade Singapore sig till sitt första ICC T20-VM kvalspel.
| 22 juli 2019 10:00 SGT Rapport |

| Singapore 186/7 (20 overs)                                  | v | Qatar · 153/9 (20 overs)                           |
| Surendran Chandramohan 47 (39) Iqbal Hussain 4/33 (4 overs) |   | Tamoor Sajjad 34 (29) Janak Prakash 3/15 (4 overs) |

- Singapore vann lottningen och valde att slå.
- Singapores första T20I match någonsin.

Från och med april 2019 deltar Singapore i ICC Cricket World Cup Challenge League 2019/2021.
I september 2019 slog Singapore Zimbabwe i den tredje matchen av Singapore Tri-Nation Series 2019/2020. Det blev Singapores första vinst mot en fullvärdig ICC medlem i en internationell cricketmatch.
| 29 september 2019 19:30 SGT (N) Rapport |

| Singapore 181/9 (18 overs)                      | v | Zimbabwe · 177/7 (18 overs)                        |
| Manpreet Singh 41 (23) Ryan Burl 3/24 (3 overs) |   | Sean Williams 66 (35) Amjad Mahboob 2/20 (4 overs) |

- Singapore vann lottningen och valde att slå.
- Singapores första vinst mot en fullvärdig ICC-medlem.

## Resultat och statistik
Internationell matchsammanfattning — Singapore 
Senast uppdaterad 24 augusti 2022
| Spelar skiva         |    |    |    |   |    |              |
| Formatera            | M  | V  | F  | O | IR | Första match |
| Twenty20 landskamper | 28 | 11 | 17 | 0 | 0  | 22 juli 2019 |

### Twenty20 International
- Högsta lagtotal: 239/3 mot Malaysia den 3 mars 2020 på Terdthai Cricket Ground i Bangkok.[21]
- Högsta individuella poäng: 100, Surendran Chandramohan mot Papua Nya Guinea den 3 juli 2022 på Indian Association Ground i Singapore.[22]
- Bästa individuella bowlingresultat: 4/25, Selladore Vijayakumar mot Nepal den 28 juli 2019 på Indian Association Ground i Singapore.[23]

| Spelare                | Runs | Genomsnitt | Karriär   |
| ---------------------- | ---- | ---------- | --------- |
| Surendran Chandramohan | 717  | 26.55      | 2019–2022 |
| Tim David              | 558  | 46.50      | 2019–2020 |
| Manpreet Singh         | 497  | 24.85      | 2019–2022 |
| Janak Prakash          | 420  | 22.10      | 2019–2022 |
| Navin Param            | 257  | 28.55      | 2019–2022 |

| Spelare         | Wickets | Genomsnitt | Karriär   |
| --------------- | ------- | ---------- | --------- |
| Amjad Mahboob   | 35      | 26.53      | 2019–2022 |
| Janak Prakash   | 30      | 28.52      | 2019–2022 |
| Vinoth Baskaran | 23      | 26.00      | 2019–2022 |
| Anantha Krishna | 17      | 19.58      | 2019–2022 |
| Aryaman Sunil   | 15      | 30.40      | 2019–2022 |

T20I-resultat mot andra nationer 
Senast uppdaterad 24 augusti 2022.
| Motståndare           | M | V | F | O | IR | Första matchen    | Första vinsten    |
| --------------------- | - | - | - | - | -- | ----------------- | ----------------- |
| Testländer            |   |   |   |   |    |                   |                   |
| Zimbabwe              | 3 | 1 | 2 | 0 | 0  | 29 september 2019 | 29 september 2019 |
| Associerade medlemmar |   |   |   |   |    |                   |                   |
| Bermuda               | 1 | 1 | 0 | 0 | 0  | 20 oktober 2019   | 20 oktober 2019   |
| Hongkong              | 3 | 1 | 2 | 0 | 0  | 4 mars 2020       | 4 mars 2020       |
| Jersey                | 2 | 0 | 2 | 0 | 0  | 14 juli 2022      |                   |
| Kenya                 | 1 | 0 | 1 | 0 | 0  | 23 oktober 2019   |                   |
| Kuwait                | 1 | 0 | 1 | 0 | 0  | 24 augusti 2022   |                   |
| Malaysia              | 5 | 3 | 2 | 0 | 0  | 26 juli 2019      | 26 juli 2019      |
| Namibia               | 1 | 0 | 1 | 0 | 0  | 26 oktober 2019   |                   |
| Nepal                 | 2 | 1 | 1 | 0 | 0  | 28 juli 2019      | 28 juli 2019      |
| Nederländerna         | 1 | 0 | 1 | 0 | 0  | 22 oktober 2019   |                   |
| Papua Nya Guinea      | 3 | 1 | 2 | 0 | 0  | 25 oktober 2019   | 2 juli 2022       |
| Qatar                 | 1 | 1 | 0 | 0 | 0  | 22 juli 2019      | 22 juli 2019      |
| Skottland             | 1 | 1 | 0 | 0 | 0  | 18 oktober 2019   | 18 oktober 2019   |
| Thailand              | 1 | 1 | 0 | 0 | 0  | 29 februari 2020  | 29 februari 2020  |
| Förenade arabemiraten | 1 | 0 | 1 | 0 | 0  | 22 augusti 2022   |                   |
| USA                   | 1 | 0 | 1 | 0 | 0  | 12 juli 2022      |                   |